# Eva Katherine Clapp
Eva Katherine Clapp (ur. 10 sierpnia 1857 w Bradford w stanie Illinois, zm. 6 marca 1916) – amerykańska prozaiczka i poetka.
Była córką Henry’ego i Ann Ely Clappów, daleką potomkinią Indianki Pocahontas i żoną profesora chemii nieorganicznej Charlesa B. Gibsona (1854-1947). Pisała głównie dla dzieci. Wydała też w dużym stopniu autobiograficzną powieść Her Bright Future, która sprzedała się w 30 tysiącach egzemplarzy. W 1903 przeżyła pożar Iroquois Theater w Chicago, w którym zginęło ponad 600 osób.